# Eosigmoilina
Eosigmoilina es un género de foraminífero bentónico de la Subfamilia Archaediscinae, de la Familia Archaediscidae, de la Superfamilia Archaediscoidea, del Suborden Fusulinina y del Orden Fusulinida. Su especie tipo es Eosigmoilina explicata. Su rango cronoestratigráfico abarca desde el Viseense (Carbonífero inferior) hasta el Namuriense (Carbonífero superior).

## Discusión
Algunas clasificaciones más recientes incluyen Eosigmoilina en el Suborden Archaediscina, del Orden Archaediscida, de la Subclase Afusulinana y de la Clase Fusulinata.

## Clasificación
Eosigmoilina incluye a las siguientes especies:
- Eosigmoilina alta †
- Eosigmoilina explicata †
- Eosigmoilina radtchenkovensis †
- Eosigmoilina robertsoni †
- Eosigmoilina rugosa †